# Ivy Kellerman Reed

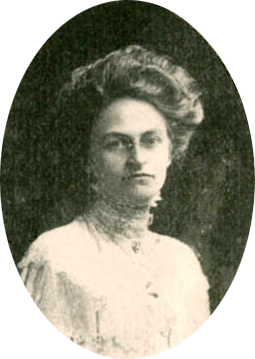
Ivy Kellerman Reed (1910) – US-amerikanische Esperantistin

Ivy Kellerman Reed (* 8. Juli 1877 in Oshkosh, Wisconsin; † 7. Februar 1968 in La Jolla, Kalifornien) war eine amerikanische Autorin in der Sprache Esperanto.

## Werdegang
Sie war Absolvent der Ohio State University, wo sie ein Mitglied von Delta Delta Delta war. Sie erwarb an der Cornell University einen Master-Abschluss und promovierte magna cum laude an der University of Chicago. Sie war auch als Rechtsanwältin tätig. Sie arbeitete von 1900 bis 1902 als Grand Treasurer der Delta Delta Delta. Als  Linguistin mit  akademischen Abschlüssen für Arbeiten in Latein, Griechisch, Sanskrit und Persisch und einem halben Dutzend moderner Sprachen war  Reed eine leidenschaftliche Esperantistin. Ihre Practical Grammar of the International Language („Praktische Grammatik der Internationalen Sprache“), erstmals 1915 veröffentlicht, erlebte mehrere Auflagen und ist  bei Project Gutenberg online erhältlich.
Sie war zusammen mit Ralph A. Lewin Übersetzer der  Esperanto-Ausgabe von Pu der Bär. Sie übersetzte auch Shakespeares „Wie es euch gefällt“, das 1910 auf dem sechsten Esperanto-Weltkongress in Washington, D.C. erstaufgeführt worden war. Sie arbeitete auch als Redakteur des American Esperantist.

## Bücher
- A Complete Grammar of Esperanto

## Übersetzungen
- „La reĝo de la ora rivero“, (1911) Übersetzung von The King of the Golden River von John Ruskin
- „Kiel Plaĉas al Vi“, (1910) Übersetzung von Wie es euch gefällt von William Shakespeare
- „Winnie-la-Pu“, (veröffentlicht 1972) Übersetzung von Pu der Bär von Alan Alexander Milne